# Nordkap (Antarktika)

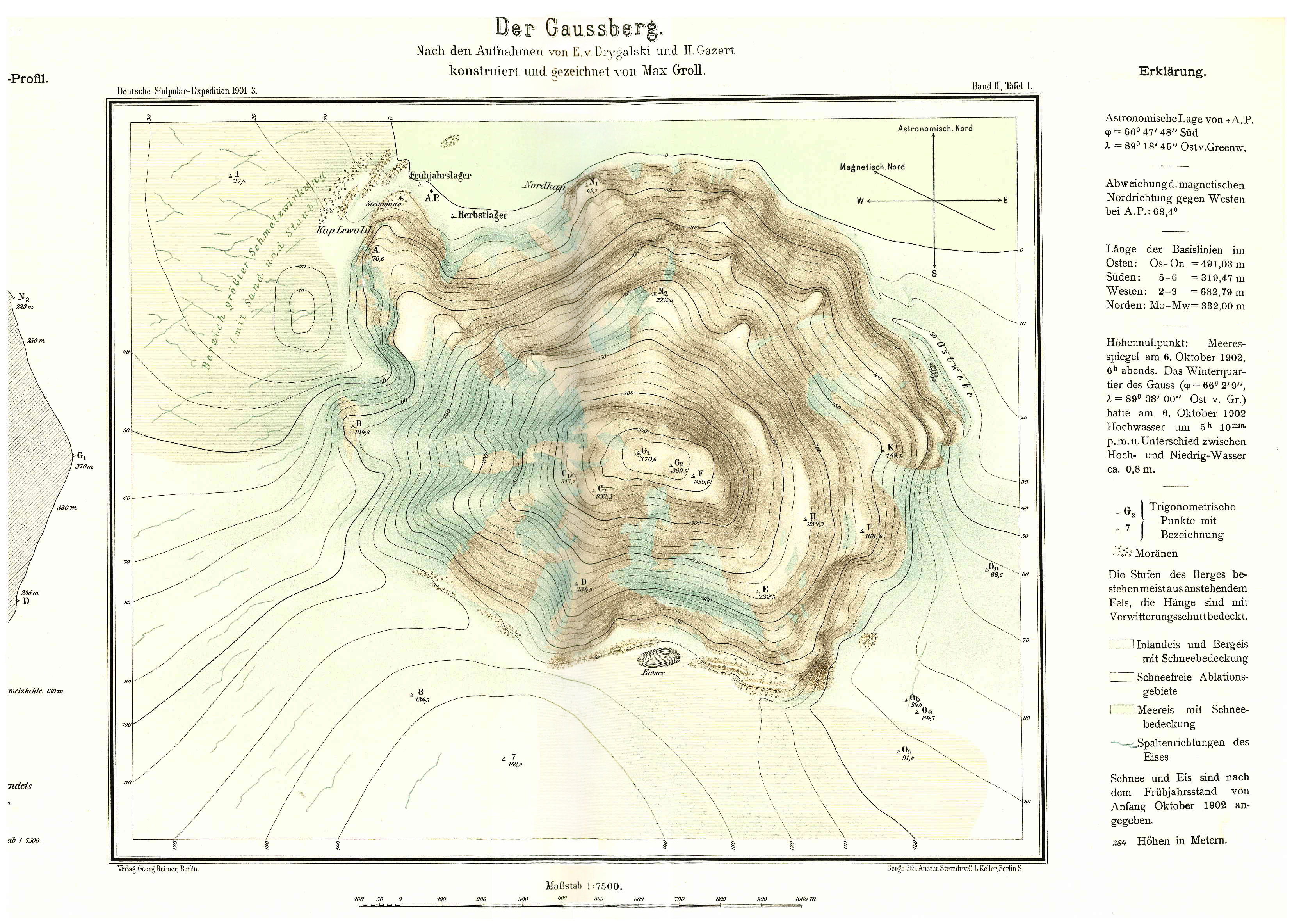
Der Gaussberg, nach den Aufnahmen von Erich von Drygalski und Hans Gazert konstruiert und gezeichnet von Max Groll. In: Erich von Drygalski (Hrsg.): Die Deutsche Südpolar-Expedition 1901–1903 im Auftrage des Reichsamtes des Innern, Band II, Tafel I. Berlin 1921.
Oben Kap Lewald, das Nordkap und die beiden Lagerplätze

Das Nordkap ist der nördliche Ausläufer des Gaußberges an der Kaiser-Wilhelm-II.-Küste Ostantarktikas.
Der Bergsporn wurde von der Gauß-Expedition (1901–1903) unter Leitung von Erich von Drygalski vermessen und benannt. An dem Strand, der sich zwischen dem Nordkap und dem westlich davon liegenden Kap Lewald erstreckt, schlugen während des 14-monatigen Festliegens des Großseglers Gauß im Packeis zwei Exkursionen ihr Lager auf.